# Frank Winterstein (rugby à XIII)
Pour les articles homonymes, voir Winterstein.

a Compétitions nationales et continentales officielles uniquement.

Frank Winterstein, né le 17 décembre 1986 à Canterbury, est un joueur de rugby à XIII australien évoluant pour le club gallois des Crusaders Rugby League.
Il a précédemment joué pour les Wakefield Trinity Wildcats et les Canterbury Bulldogs dans le National Rugby League (NRL).
Winterstein est également un joueur de l'équipe nationale des Samoa de rugby à XIII, jouant dans la ligue Federation Shield.